# Haworthia salina
Haworthia salina är en grästrädsväxtart som först beskrevs av Karl von Poellnitz, och fick sitt nu gällande namn av M. Hayashi. Haworthia salina ingår i släktet Haworthia och familjen grästrädsväxter. Inga underarter finns listade i Catalogue of Life.